# Norman Arthur
John Norman Stewart Arthur, né le 6 mars 1931 et mort le 18 décembre 2023,, est un général britannique.

## Biographie
Norman Arthur est élève du collège d'Eton et de l'Académie royale militaire de Sandhurst. Il devient officier des Royal Scots Greys en 1951. Il participe aux Jeux olympiques d'été de 1960 dans l'équipe britannique de concours complet ; il abandonne après le cross.
Il est nommé commandant des Royal Scots Dragoon Guards en 1972 et reçoit la Citation militaire britannique pour son service pendant le conflit nord-irlandais en 1974. Il est ensuite commandant de la 7e brigade blindée.
Il est General Officer Commanding de la 3e division d'infanterie en 1980 et directeur des services personnels de l'armée en 1983. Il est nommé General Officer Commanding du Scottish Command et gouverneur du château d’Édimbourg en 1985. Il prend sa retraite en 1988.
En 1996, Norman Arthur devient lord lieutenant du Kirkcudbrightshire, de Dumfries et du Galloway.

## Distinctions
- Chevalier commandeur de l'Ordre du Bain